# Erdélyi Magyar Nyelvmívelő Társaság
Az Erdélyi Magyar Nyelvmívelő Társaság 1793−1806 között fennálló egyesület, amelynek célja elsősorban a magyar nyelv művelése volt, emellett a felvilágosodás szellemében foglalkozott a tudományok népszerűsítésével is.

## Története
Egy erdélyi tudós társaság létrehozását elsőként Bod Péter vetette fel 1756. szeptember 20-án Ráday Gedeonnak írt levelében, majd  1760-ban, az Isten vitézkedő anyaszentegyháza históriája című művének előszavában. Tőle függetlenül 1781-ben Batthyány Ignác erdélyi római katolikus püspök is hasonló tervet fontolgatott.
Aranka György marosvásárhelyi királyi táblai bíró 1790-ben kezdte el szervező munkáját. Már korábban számos erdélyi és magyarországi tudóssal, íróval és irodalombaráttal levelezett irodalmi, történeti és nyelvészeti kérdésekben; ebbéli tevékenysége a Kazinczyéhoz hasonlítható. Javaslatát 1791. január 2-án terjesztette be az erdélyi országgyűlés elé, ugyanabban az évben Egy erdélyi magyar nyelvmivelő társaság felállításáról való rajzolat a haza felséges rendeihez címmel meg is jelentette. Írásában kifejtette a magyar nyelv művelésének és a felvilágosodás terjesztésének szükségességét; a célok megvalósítására a nyelvművelő társaság mellett könyvtár, múzeum, akadémiai nyomda, olvasó társaságok, erdélyi magyar színház létesítését javasolta. A tervet a kolozsvári szabadkőműves páholy is támogatta.
Az országgyűlés kedvezően fogadta az előterjesztést, és ezt az 1791. évi 45. törvénycikkben rögzítették, azonban az 1791. május 26-i királyi leirat a törvénycikk hatályba lépését formai hibára hivatkozva elutasította. Aranka ezért azt javasolta Bánffy György kormányzónak, hogy a kormány meggyőzésére alakuljon egy Próba Társaság, amely a nyelvművelő társaság tervezete szerint működjék, a kormányzó védnöksége és felügyelete alatt. A kormányzó elfogadta a javaslatot, és Teleki Mihály marosszéki főkirálybírót jelölte ki helyettesének ebben az ügyben, így 1793. december 3-án a társaság Teleki elnökletével megtarthatta alakuló ülését Marosvásárhelyen. Bánffy javaslatára külön társaságként megalakult az Erdélyi Magyar Kéziratkiadó Társaság is, amelynek célja az erdélyi történelem forrásainak felkutatása és kiadása volt; ezt a célt Aranka György a nyelvművelő társaságon belül gondolta megvalósítani, de nem ellenkezett a magas rangú pártfogóval.
A társaság 1793 és 1801 között ötvenkét ülést tartott, az utolsót 1801. június 17-én, utána a működése alábbhagyott. Az addig az ügy lelkének számító Aranka György hatáskörének folyamatos szűkítése, valamint az arisztokrata tagok (elsősorban Teleki Mihály) lenéző viselkedése miatt visszavonult. 1806-ban és 1816-ban kísérletek történtek a társaság újjáélesztésére, amelyekben Aranka már nem vett részt. A tagok egy csoportja át akarta alakítani a társaságot, és egy tudományakadémia irányába elmozdulni. Több ilyen értelmű tervezet maradt fenn, amelyek szerzői Zeyk Dániel, Teleki József, Bolyai Farkas, Marosi Mihály, voltak, két mű ismeretlen szerzőtől származott.
Végül a főkormányszék egy 1820. július 7-én hozott rendelettel megtiltotta a szervezet további működését.
A feloszlatott társaság gazdag iratanyaga a marosvásárhelyi királyi tábla levéltárában maradt, majd 1827-ben a főkormányszék utasítására átkerült a kolozsvári lyceum könyvtárába a 334 könyvet és 22 darab kéziratot tartalmazó gyűjteménnyel együtt. Egy részüket utóbb az Erdélyi Nemzeti Múzeum vásárolta meg. A líceum államosítása (1948) után a gyűjteményt a kolozsvári Akadémiai Könyvtárban helyezték el.

## Szervezete

Aranka György szobra Marosvásárhelyen (Gyarmathy János alkotása, 2008)

A Próba Társaság elnöke az erdélyi kormányzó, helyettese Teleki Mihály, főtitkára 1798-ig, illetve 1801-től a megszűnésig Aranka György volt, 1798 és 1801 között Teleki Mihály. A tagjai között voltak pártfogó és „munkás” (rendes) tagok. Kezdetben a társaság ügyeit az alelnök, a főtitkár és a közgyűlésen megjelent tagok intézték, utóbb a tudományos ügyeket a tagok, a gazdaságiakat a főtitkár, a közügyeket az elnök intézte. A kormányzó megváltoztatta ezt a rendszert, és felállított egy hat tagú igazgatótanácsot, amelyet az alelnök felügyelt, és az igazgatótanács a közgyűléssel együtt intézte a társaság ügyeit. A tanácsnak havonta legalább kétszer kellett üléseznie, a társaságnak havonta legalább egyszer.
Mivel a társaság állami engedély nélkül, próba társaságként működött, állami támogatásban nem részesült. Bevétele csak a pártfogók és tagok adományaiból származtak, ezért a társaság állandó anyagi gondokkal küszködött..

## Tagjai
Aranka György hivatalos jelentése (A Nyelvmívelő Társaság haszonvehető munkás tagjai neveiknek lajstroma) szerint, amelyet Bánffi György erdélyi kormányzó számára készített, a társaságnak következő „munkás” tagjai voltak tudományágak szerint:
- Nyelv: Zilahi Sámuel, Rosenbacher Ferenc, Gyarmathi Sámuel, Földi János, Édes Gergely, Páter Kerestély [?] Szentpáli István, Nyulas Ferenc, Beregszászi Pál, Szenthe Pál
- Versszerzés: Bolla Márton, Baróti Szabó Dávid, Csokonai Mihály, Sipos Pál, Édes Gergely, Takács József
- Történelem és diplomatika: Bolla Márton, Johann Michael Ballmann, Aranka György, Eder József Károly, Kovachich György
- Természetismeret: Kovács Pál, Benkő Ferenc, Grossinger János Keresztély, Moger Károly, Földi János
- Más széptudományok és tudós levelezések Teleki Domokos, Wesselényi Miklós, Bethlen Imre, Fekete János, Michael Conrad von Heydendorf, Fekete Ferenc, ifj. Cserey Farkas, Gyújtó István, Enyedi János, Kocsis Sámuel, Fogarasi , Johann Binder, Székely Márton,  Krizbai [?], Tessedik Sámuel, Hannulik János Krizosztom, Budai Ézsaiás, Pető [?], Kács István, Németh László, Nagy Sámuel, Bethlen László, Naláczy István, Dessewffy József, Prónay Sándor, Borsos [?], Diószegi Zsigmond, Blasy Bonavita, Koprziva Ferenc, Lukácsi László, Teutsch János, Pápai István, Seelman Károly, Szendrei Dávid, ifj. Pataki Sámuel, Miller Jakab Ferdinánd, Tertina Mihály, Hari Péter, Schedius Lajos, Mérey Sándor, Mészáros Ignác, Mindszenthy Sámuel, Varga Márton, Ocsowszky Pál
- Helybeliek: Teleki Mihály elnök, Haller Zsigmond, Cserei József, Antal János, Kovács József, dr. Horváth, Toldalagi László, Sala Mihály, Szentpáli Elek, Zilahy Sámuel, Csernátoni Sámuel, prof. Dózsa.

A „munkás” (rendes) tagokon túl a társaságnak 176 pártfogó tagja volt.
A Nyelvmívelő Társulat tagjai és vezetői között többen a kolozsvári vagy a nagyszebeni szabadkőműves páholy tagjai voltak: Aranka György, Bánffy György, Teleki Mihály, Cserey Farkas, Domokos Antal, Eder József Károly, Etienne András, Szalkay Antal, Szentpáli Elek, Toldalagi László, Ziegler Sámuel.

## Tevékenysége

### Nyelvészet és nyelvújítás
A társaság működésének első szakaszában, 1796 előtt elsődleges tevékenysége a nyelvművelés volt, utóbb ez háttérbe szorult. Aranka György röpiratai tartalmazzák egy korszerű nyelvtan és szótár megalkotásának szükségességét, célját és tervét, ugyanakkor rámutatnak a magyar tudományos nyelv és magyar nyelvű színház fontosságára. Felmerült egy idegenek számára készítendő magyar nyelvtan elkészítése is. A tájszavakat összegyűjtő kezdeményezésből mindössze néhány irattöredék és levél  maradt fenn.
Az elért eredményeket az 1796-ban megjelent A Magyar Nyelvművelő Társaság munkáinak első darabja című kötet mutatja be. (Az 1798-ra tervezett második kötet elkészült ugyan, és túljutott a cenzúrán, de kiadása anyagi okok miatt meghiúsult.) A társaság nyelvészeti munkáinak többségét, amelyeket a korábbi szakirodalom Gyarmathi Sámuelnek tulajdonított, Aranka György írta.
A nyelvrokonság illetve a magyar nyelv idegen eredetű szavainak kérdésével leginkább Beregszászi Pál és Gyarmathi Sámuel foglalkozott; előbbi a magyar-török nyelvrokonság, utóbbi a finnugor nyelvrokonság mellett foglalt állást.
A nyelvújítás kérdésében a társaság tagjai nem alakítottak ki egységes álláspontot, de a legtöbben az ortológusok pártján álltak.

### Történettudomány
A történetírással való foglalkozás már az első időszakban jelen volt a társaság életében, és 1796 után már teljesen háttérbe szorította a nyelvészetet. Ezen a területen a társaság elsődleges célja volt az Erdély történelmével foglalkozó források felkutatása. Aranka György számos levelet küldött ki Erdély-szerte, amelyben kérte a vidéki értelmiségieket, hogy segítsenek összeírni illetve lemásolni a levéltárak, kézirattárak és könyvtárak erdélyi vonatkozású anyagait. A társaság tagjai közül a történettudomány terén Benkő József emelkedett ki: két gyűjtőkörutat tett, amelynek során összeírta és lemásolta a forrásmunkákat. A kiadásra előkészített kéziratok közül mindössze három jelent meg, a többinek a kiadása anyagi okok miatt elmaradt.
A társaság tagjai maguk is írtak történelmi tárgyú értekezéseket; Aranka György például Erdélyi vajdák közül, a kik Szolnok vármegyei Ispányok voltának címmel foglalta össze kutatásait, Seelman Károly a szerzetesrendek történetét foglalta össze. Aranyosi Kosa István, Székely Márton, Magyari Kosa István, Cserey Farkas, Tertina Mihály, Soós Márton és Vay Ábrahámné régi köveken és érméken talált feliratokat gyűjtöttek össze.

### Szépirodalom
A nyelvművelő társaság tagjai a szépirodalmat nem önmagáért, hanem a nyelv megújítása és „csinosítása” eszközeként tartották fontosnak. Szépirodalmi érdeklődésük részben a drámafordításokban, részben a írókkal folytatott levelezésben nyilvánult meg. A levelek a készülő vagy megjelent  művek kritikáját illetve elemzését tartalmazták; ezek között olyan művek is szerepelnek, amelyek utóbb elkallódtak. Gyűjtötték a régi magyar irodalom ritkaságait, valamint naplókat és emlékiratokat, irodalmi emlékeket, például Mikes Kelemennek azokat a leveleit, amelyeket családjának küldött.

### Néprajz
Ebben a korban a néprajztudomány még nem alakult ki önálló tudományágként, de a társaság tagjai már végeztek ilyen irányú kutatásokat. Céljuk a nép műveltségének emelése volt, ehhez szükségesnek tartották a falu kultúrájának (népzene, népköltészet, néptánc, tájnyelv, népi építészet, népszokások stb.) megfigyelését és leírását. A társaság levelezése és egyes napló és útleírások néprajzi anyagokat is tartalmaznak;  Benkő József Transilvania specialis című munkája az egyes helységek leírásánál a művelődéstörténet, közigazgatás, jogtörténet, földművelés, állattenyésztés, háziipar, bányaipar mellett a néprajzi vonatkozásokat is feljegyezte.

### Természettudományok
A társaság 1796 után hangsúlyt helyezett a természettudományokra is, amelytől a polgáriasodás elősegítését remélték. Érdeklődési körükbe tartozott az ásványtan (Benkő Ferenc), bányaipar (Benkő Ferenc, Kovács Lőrinc), botanika (Benkő József) mezőgazdaság (Gyarmathi Sámuel), földrajztudomány (Benkő József), statisztika (Benkő József), barlangkutatás (Benkő József), orvostudomány (Soós Márton, Nyulas Ferenc, Gecse Dániel, Gyarmathi Sámuel, Ioan Piuariu-Molnar, Pataki Sámuel, Etienne András). Megkezdték egy természetrajzi gyűjtemény létesítését; a társaság második tanulmánykötetében, amely anyagi okok miatt már nem jelent meg, több természettudományi értekezés megjelenését tervezték. A tagok amellett, hogy maradandó értékű műveket alkottak az adott tudományterületen, részt vettek a szaknyelv magyarosításában is.